# Ахал (футбольный клуб)
«Аха́л» (туркм. Ahal Änew Futbol Kluby) — туркменский профессиональный футбольный клуб, представляющий город Аннау Ахалского велаята. Был основан в 1989 году. Один из лидеров туркменского футбола, регулярно выступающий в азиатских клубных турнирах. Команда Главного управления «Туркменнебитонумлери»..

## История
В 1989-1991 годах клуб выступал во второй лиге чемпионата СССР.
В 1992 году «Ахал» играл в Высшем дивизионе Туркменистана и стал бронзовым призером чемпионата, но после его завершения команда распалась. Следующий сезон, в котором она приняла участие, был 1998/99.
По окончании сезона-2005 клуб отказался от участия в чемпионате. С 2008 года (с перерывом в 2009-м) снова играет в Высшей лиге.
В 2013 году команда выиграла Кубок Федерации футбола Туркменистана, когда её возглавил Али Гурбани. В октябре в финале Кубка Туркменистана-2013 «Ахалом» был обыгран ашхабадский «Алтын Асыр», и клуб впервые стал обладателем трофея.
Сезон-2014 команда начала с выигрыша Суперкубка Туркменистана, в котором был повержен ашхабадский МТТУ (4:2). В октябре в отставку был отправлен Али Гурбани, а новым главным тренером назначен Гуванчмухамед Овеков, который спустя месяц привёл клуб к победе в Кубке Туркменистана над «Балканом» (2:1). «Ахал» до последнего боролся с «Алтын Асыром» за чемпионство, но сыграв с ним вничью (0:0), занял второе место в сезоне-2014.
В феврале 2015 года «Ахал» дебютировал в Кубке АФК с победы, обыграв дома бишкекский «Дордой» (1:0). Во втором отборочном раунде команда на выезде одолела «Фанджу» (3:2), тем самым пробившись в групповой этап. Попав в «группу смерти», туркменские футболисты заняли последнее место в группе с 6-ю очками. В сентябре 2015 года по собственному решению Гуванчмухамед Овеков покинул пост главного тренера, после чего «Ахал» возглавил Борис Григорьянц.

## Достижения
- Чемпионат Туркменистана
  -  Победитель (1): 2022
  -  Вице-чемпион (5): 2014, 2017, 2018, 2019, 2020
  -  Третье место (1): 1992
- Кубок Туркменистана
  -  Победитель (4): 2013, 2014, 2017
  -  Финалист (1): 2019
- Суперкубок Туркменистана
  -  Победитель (1): 2014
  -  Финалист (1): 2015, 2018, 2020

## Азиатские кубки

### Кубок АФК
| Сезон | Турнир    | Раунд            | Клуб          | Дома | На выезде |
| ----- | --------- | ---------------- | ------------- | ---- | --------- |
| 2015  | Кубок АФК | Отборочный раунд | Дордой Бишкек | 1:0  | —         |
| 2015  | Кубок АФК | Отборочный раунд | Фанджа        | —    | 3:2       |
| 2015  | Кубок АФК | Групповой этап   | Аль-Кадисия   | 0:1  | 0:2       |
| 2015  | Кубок АФК | Групповой этап   | Истиклол      | 1:2  | 2:5       |
| 2015  | Кубок АФК | Групповой этап   | Эрбиль        | 2:1  | 3:2       |
| 2019  | Кубок АФК | Отборочный раунд | Алай          | 1:0  | 2:1       |
| 2019  | Кубок АФК | Отборочный раунд | Худжанд       | 1:1  | 0:0       |

## Тренеры
- Армен Согомонян (2005, 2011)
- Али Гурбани (2005)
- Дурды Реджепов (2008)
- Байрам Дурдыев[16] (2012)
- Ахмед Агамурадов
- Али Гурбани (2013—2014)
- Гуванчмухамед Овеков (2014—2015)
- Борис Григорьянц (2015—2016)
- Ходжаахмед Аразов (2021 — н.в.)[17][18]